# Woe, Is Me
Woe, Is Me est un groupe de metalcore américain, originaire d'Atlanta, en Géorgie. Formé en 2009, le groupe signe avec Rise Records et son sous-label, Velocity Records. Leur premier album, Numbers, est publié le 31 août 2010, et atteint la 16e place au Top Heatseekers de Billboard. Avec de nombreux changements dans son line-up, le groupe ne comptait plus qu'un seul membre original, le guitariste Kevin Hanson. Le groupe se sépare en septembre 2013.

## Biographie

### Formation etNumbers(2009–2010)
Woe, Is Me est fondé au printemps 2009 à Atlanta par l'ancien batteur d'Of Machines Austin Thornton, qui se lancera avec Kevin Hanson, Cory Ferris, et Ben Ferris, tous membres d'un groupe appelé Cheyne Stokes. Tim Sherrill, qui jouait de la guitare solo pour un autre groupe appelé Shooter McGavin, se joint également à eux. Ces cinq membres recrutent ensuite les chanteurs Michael Bohn et Tyler Carter respectivement aux chants clair et sale à la suite du départ de Michael et Tyler de A Path Less Traveled, un autre groupe local. Avec ces sept membres, le groupe enregistre trois démos aux côtés du producteur Cameron Mizell composées des chansons Hell, or High Water, I et If Not, for Ourselves publiées sur leur profil Myspace.
Le groupe enregistre et publie ensuite une reprise de la chanson Tik Tok de Kesha. Peu après cette publication, The Artery Foundation les remarque. Rise Records, sous son sous-label Velocity Records, signe Woe, Is Me avant qu'ils ne jouent sur scène pour la première fois. Ils enregistrent leur premier album, Number[s] le même mois, qu'ils font paraître le 10 août 2010. Il atteint la 16e place au classement Top Heatseekers de Billboard,. La première tournée du groupe, nommée Pyknic Partery, s'effectue aux côtés de Drop Dead, Gorgeous, From First to Last, Sleeping with Sirens, Abandon All Ships, For All Those Sleeping, et Attila.
La voix orientée soul du chanteur Tyler Carter est comparée à celle de Jonny Craig, qui fait une brève apparition sur l'album,,,,. Plus tard en septembre, le groupe enregistre une reprise de la chanson Hot n Cold de Katy Perry pour la compilation Punk Goes Pop 3.
Dans une entrevue avec la radio The Gunz Show, Carter annonce l'enregistrement d'un clip vidéo pour [&] Delinquents en septembre 2010. Le groupe embarque pour une tournée canadienne aux côtés de Abandon All Ships du 1er au 28 octobre 2010. Du 4 au 28 novembre 2010, le groupe participe à la tournée Average Guys with Exceptional Hair Tour avec A Skylit Drive, For All Those Sleeping, Scarlett O'Hara, et Motionless in White. Le clip vidéo de [&] Delinquents est publié le 1er décembre de l'année.

### Fame > Demiseet changement de membres (2010–2011)
Fin 2010, le guitariste Tim Sherrill se sépare de Woe, Is Me. Geoffrey Higgins le remplace en mars 2011. Peu après, le groupe publie officiellement Fame > Demise (prononcée fame over demise) au iTunes Store le 21 mars 2011. Carter annonce sa publication qu'en format single, et sa publication dans leur second album. Une version acoustique de la chanson est ensuite publiée.
En juin 2011, le guitariste Geoffrey Higgins se sépare également du groupe. Le groupe participe au Warped Tour avec seulement Hanson à la guitare rythmique. Le 16 avril 2012, les membres de tournée Doriano Maglian (ancien chanteur de That's Outrageous!) et le bassiste Brian Medley annoncent officiellement leur arrivée à Woe, Is Me. Le 19 avril 2012, Woe, Is Me est annoncé lors du Scream It Like You Mean It 2012 Tour aux côtés d'Attack Attack!, We Came as Romans, The Acacia Strain, Oceano, Like Moths to Flames, Close to Home, Impending Doom, Abandon All Ships, Secrets, Volumes, For All Those Sleeping, The Chariot, Glass Cloud, At The Skylines, Texas in July, In Fear and Faith, et Hands Like Houses.

## Membres

### Derniers membres
- Kevin Hanson - guitare rythmique (2009–2013)
- Hance Alligood - chant (2011–2013)
- Andrew Paiano - guitare solo (2011–2013)
- Doriano Magliano - scream (2012–2013)
- Brian Medley - guitare basse (2012–2013)
- David Angel - batterie (2013)

### Anciens membres
- Tim Sherrill - guitare solo (2009–2010)
- Tyler Carter - chant clair (2009–2011)
- Michael Bohn - scream (2009–2012)
- Ben Ferris - clavier, chant (2009–2012)
- Cory Ferris - guitare basse (2009–2012)
- Austin Thornton - batterie (2009–2013)
- Geoffrey Higgins - guitare solo (2011)

## Vidéographie
- [&] Delinquents (2010)
- Vengeance (2011)
- A Story to Tell (2013)